# Pontonia sibogae
Pontonia sibogae är en kräftdjursart som beskrevs av Bruce 1972. Pontonia sibogae ingår i släktet Pontonia och familjen Palaemonidae. Inga underarter finns listade i Catalogue of Life.